# Bộ Tuyên truyền Trung ương Đảng Cộng sản Trung Quốc
Bộ Tuyên truyền Ủy ban Trung ương Đảng Cộng sản Trung Quốc (tiếng Trung: 中国共产党中央委员会宣传部, bính âm Hán ngữ: Zhōngguó gòngchǎndǎng zhōngyāng wěiyuánhuì Xuānchuán bù, từ Hán - Việt: Trung Quốc Cộng sản Đảng Trung ương Ủy viên Hội Tuyên truyền Bộ), với các tên gọi khác là: Bộ Tuyên truyền Trung Cộng Trung ương (中共中央组织部), Bộ Trung Tuyên (中宣部), hoặc Ban Tuyên truyền Trung ương Đảng là một cơ quan trực thuộc của Ủy ban Trung ương Đảng Cộng sản Trung Quốc.
Bộ Tuyên truyền Trung ương là một cơ quan quan trọng và đặc biệt của hệ thống lãnh đạo Đảng và Nhà nước Cộng hòa Nhân Dân Trung Hoa, với chức năng phụ trách tuyên truyền hệ tư tưởng, dư luận, truyền thông xã hội, đảm bảo phương hướng mục tiêu xã hội chủ nghĩa Trung Hoa.

## Lịch sử
Sau Đại hội toàn quốc lần thứ Nhất của Đảng Cộng sản Trung Quốc năm 1921 dưới hỗ trợ của Đệ Tam Quốc tế, Ủy ban Trung ương Đảng Cộng sản Trung Quốc đã quyết định thành lập Cục Tuyên truyền Trung ương Đảng Cộng sản Trung Quốc theo Chương trình đầu tiên của Đảng Cộng sản Trung Quốc.
Tháng 5 năm 1924, trong khuôn khổ của Nghị quyết về Tổ chức Đảng và Tuyên truyền, Giáo dục, Bộ Tuyên truyền Trung ương Đảng Cộng sản Trung Quốc đã chính thức được thành lập, và Bộ Tổ chức, Bộ Công nhân và Nông dân. Nghị quyết về công tác tuyên truyền của Đại hội lần thứ IV, Đảng Cộng sản Trung Quốc năm 1925 quy định: để tạo điều kiện tiến hành công tác tuyên truyền trở nên hoàn hảo và có hệ thống, tổ chức Trung ương cần có cơ cấu Bộ Tuyên truyền mạnh mẽ, chịu trách nhiệm về mọi vấn đề và hướng dẫn từng bộ phận tuyên truyền địa phương, tạo một mối quan hệ chặt chẽ và có hệ thống. Tháng 10 năm 1928, Ủy ban Trung ương Đảng Cộng sản Trung Quốc yêu cầu: thành lập và cải tiến tổ chức Bộ Tuyên truyền Trung ương; đồng thời thành lập Bộ Tuyên truyền Tỉnh ủy các tỉnh, Khoa Tổ chức các huyện, thị, khu địa phương; công tác tuyên truyền công khai tại Đảng bộ địa phương.
Vào ngày 25 tháng 5 năm 1941, Chỉ thị của Trung ương về thống nhất Tuyên truyền đối ngoại trong và ngoài tất cả các cơ sở quy định thống nhất tất cả lãnh đạo công tác đối ngoại với nội bộ Bộ Tuyên truyền, thành lập ban lãnh đạo Bộ Tuyên truyền Trung ương, thống kê lại hệ thống báo và tạp chí. Vào ngày 20 tháng 6 năm 1941, Đề cương của Bộ Tuyên truyền Trung ương tuyên truyền về Đảng tuyên bố rằng tất cả các chủ trương, tư tưởng, giáo dục, văn hóa, văn học và nghệ thuật đều nằm trong phạm vi hoạt động tuyên truyền. Sau năm 1943, Bộ Tuyên truyền Trung ương chịu trách nhiệm thực hiện các chính sách của Đảng trong công tác văn học, nghệ thuật và báo chí. Năm 1946, Bộ Tuyên truyền Trung ương đưa ra các yêu cầu đối với việc công khai tích cực trong Thông báo về các chính sách tuyên truyền cho truyền hình và báo chí. Trước khi thành lập Cộng hòa Nhân dân Trung Hoa, Bộ Tuyên truyền Trung ương quản lý công tác văn hóa và giáo dục, sau khi thành lập Cộng hòa Nhân dân Trung Hoa năm 1949, Bộ Tuyên truyền Trung ương trực tiếp lãnh đạo Cục Phát thanh Trung ương, Cục Xuất bản Trung ương, Cục Quản lý Phim Trung ương và các cơ quan khác. Vào tháng 12 năm 1949, Hướng dẫn tuyên truyền công khai trong tên của các tờ báo của Đảng ở tất cả các cấp đã chỉ đạo các tờ báo Đảng địa phương không quảng bá công khai báo Đảng Cộng sản Trung ương.
Vào mùa thu năm 1962, Bộ Tuyên truyền Trung ương bắt đầu bãi bỏ hệ thống Đảng ủy của các đơn vị văn học nghệ thuật. Năm 1966, lãnh tụ Mao Trạch Đông chỉ trích rằng Bộ Tuyên truyền Trung ương là Điện Diêm Vương (阎王殿), cần phải Lật đổ Diêm Vương (打倒阎王), Giải phóng tiểu Quỷ (解放小鬼). Đại ý của Mao Trạch Đông là thay đổi cấu trúc Bộ Tuyên truyền, chỉ trích Bành Chân, Bộ Tuyên truyền Trung ương đã che chở cho kẻ xấu, đàn áp và ngăn cản cách mạng. Thời kỳ đầu của Đại Cách mạng Văn hóa vô sản, Bộ Tuyên truyền Trung ương bị giải tán. Tiểu tổ Cách mạng Văn hóa Trung ương Trung Quốc được Ủy ban Trung ương Đảng Cộng sản Trung Quốc thành lập vào tháng 5 năm 1966, thay thế vị trí của Bộ Tuyên truyền. Các lãnh đạo Bộ Tuyên truyền được xét xử, xử lý kỷ luật nghiêm trọng. Bộ trưởng Bộ Tuyên truyền Trung ương được mô tả là phản cách mạng. Các Phó Bộ trưởng được xác định là kẻ phản bội, đặc vụ và thành viên Quốc Dân Đảng. Bộ Chính trị quyết định đình chỉ và hủy bỏ chức vụ của Bành Chân.

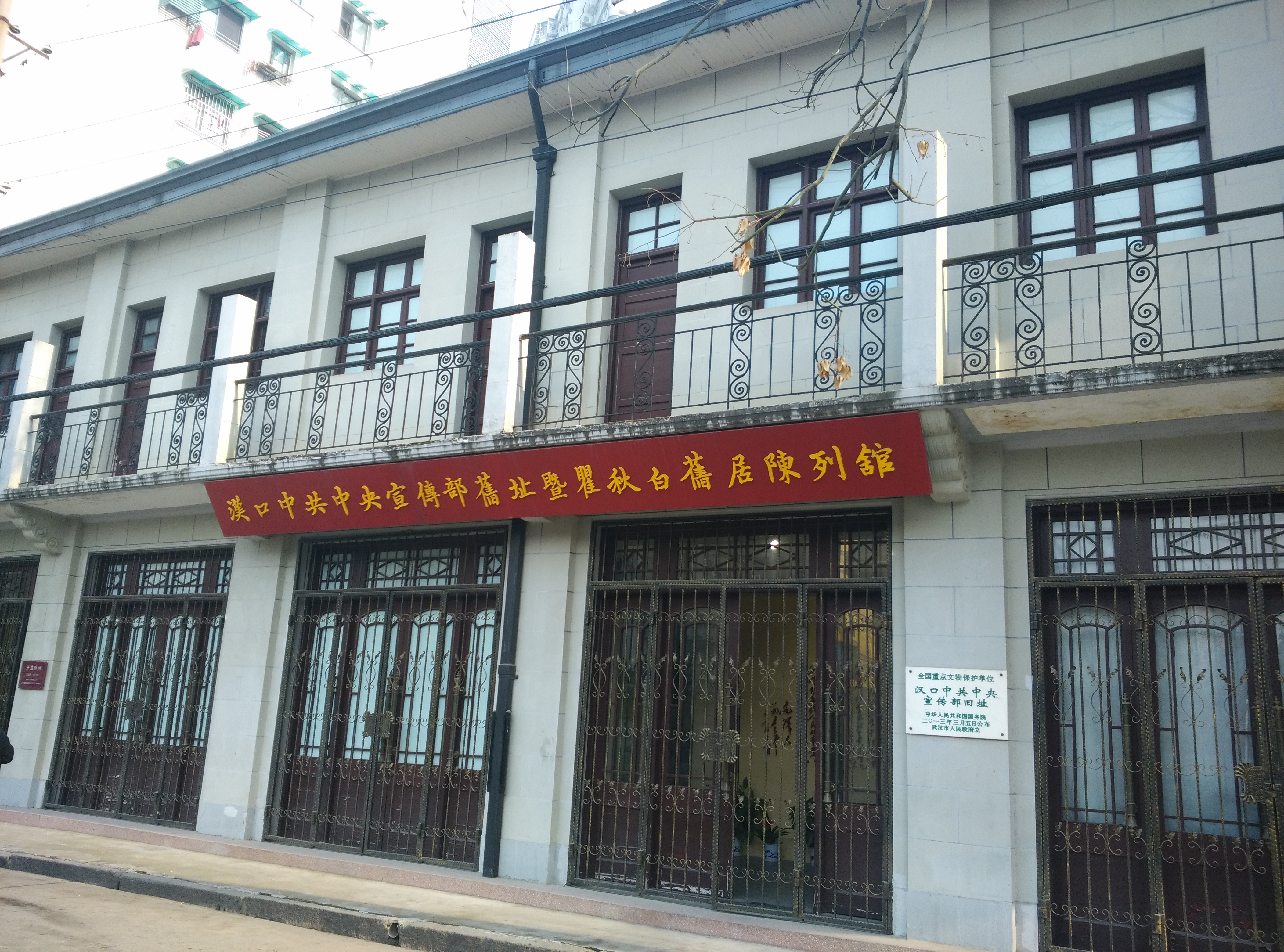
Trụ sở cũ Bộ Tuyên truyền tại Hán Khẩu, Vũ Hán, Hồ Bắc.

Vào ngày 23 tháng 6, Đào Chú được bổ nhiệm làm Tổ trưởng Tiểu tổ Cách mạng Văn hóa Trung ương. Dưới tình hình này, công tác tuyên truyền của Trung Quốc trong thời Đại cách mạng văn hóa vô sản được kiểm soát quyết liệt.
Vào tháng 10 năm 1977, Đại hội toàn quốc Đảng Cộng sản Trung Quốc lần thứ 11 đã phê chuẩn Báo cáo thành lập Bộ Tuyên truyền Trung ương. Thời kỳ Đại cách mạng đã kết thúc, tình thế chuyển sang giai đoạn mới, Trung ương quyết định tái lập Bộ Tuyên truyền Trung ương Đảng Cộng sản Trung Quốc, khôi phục quyền hạn ban đầu, bổ nhiệm Trương Bình Hoa làm Bộ trưởng, với các đơn vị là Văn phòng Bộ, Cục Lý luận, Cục Tuyên giáo, Cục Văn hóa Nghệ thuật, Cục Tân văn, Cục Xuất bản.
Trong Kế hoạch cải cách thể chế của Đảng và Nhà nước sâu rộng do Ủy ban Trung ương ban hành vào ngày 21 tháng 3 năm 2018, trách nhiệm quản lý báo chí, xuất bản và trách nhiệm quản lý phim của Tổng đài Quảng bá Điện thị Trung ương, Tổng cục Quản lý Báo chí, Xuất bản, Phát thanh, Truyền hình đã được đặt dưới sự quản lý của Bộ Tuyên truyền Trung ương.
Từ khóa Trung ương XIX (2017) cho đến hiện tại, Bộ trưởng Bộ Tuyên truyền là Hoàng Khôn Minh, Ủy viên Bộ Chính trị, hàm cấp Phó Quốc gia. Bộ Tuyên truyền hiện có 10 Phó Bộ trưởng, có tới bảy Phó Bộ trưởng mang hàm công vụ viên cấp Bộ trưởng.

## Trách nhiệm
Theo Quy định về cấu hình chức năng, tổ chức nội bộ và nhân sự của Bộ Tuyên giao Trung ương Đảng Cộng sản Trung Quốc, Bộ Tuyên truyền đảm nhận các chức năng sau:
1. Chịu trách nhiệm hướng dẫn nghiên cứu và tuyên truyền Chủ nghĩa Marx Quốc gia;
2. Chịu trách nhiệm hướng dẫn dư luận, điều phối các phương tiện truyền thông của Ủy ban Trung ương để làm tốt công tác tin tức và hướng dẫn dư luận xã hội;
3. Hướng dẫn vĩ mô tạo và sản xuất các sản phẩm tinh thần và văn hóa toàn quốc;
4. Lập kế hoạch và triển khai các nhiệm vụ chính trị và tư tưởng tổng thể;
5. Được Trung ương ủy thác, phối hợp với các bộ phận liên quan để quản lý các cán bộ lãnh đạo, các chức vụ quan trọng trong hệ thống văn hóa tuyên truyền. Liên lạc với những trí thức thúc đẩy hệ thống văn hóa và hỗ trợ các bộ phận liên quan để làm tốt công việc của trí thức;
6. Chịu trách nhiệm đề xuất các hướng dẫn, thúc đẩy chủ trương văn hóa. Để hướng dẫn xây dựng các chính sách và quy định cho hệ thống tuyên truyền và văn hóa, đồng thời, cần phối hợp tốt giữa các bộ phận liên quan của hệ thống tuyên truyền và văn hóa theo sự triển khai công việc thống nhất của chính quyền trung ương;
7. Phụ trách thông tin dư luận cho việc ra quyết định và hướng dẫn công việc chung của lãnh đạo Trung ương, chịu trách nhiệm tổ chức, điều phối và hướng dẫn công tác thông tin dư luận của hệ thống văn hóa đất nước;
8. Chịu trách nhiệm cải cách hệ thống văn hóa, bao gồm nghiên cứu cải cách và phát triển báo chí và xuất bản, phát thanh và truyền hình, và đưa ra các khuyến nghị chính sách đất nước.

## Cơ cấu tổ chức

#### Đơn vị thuộc tổ chức nội bộ
- Văn phòng Bộ Tuyên truyền.
- Cục Cán bộ.
- Cục Lý luận.
- Cục Tuyên truyền giáo dục.
- Cục Tân văn.
- Cục Tân văn đối ngoại (对外新闻局).
- Cục Truyền bá đối ngoại (对外推广局).
- Cục Văn nghệ.
- Cục Xuất bản Quốc gia.
- Cục Quản lý truyền thông (传媒监管局).
- Cục Phát hành in ấn (印刷发行局).
- Cục Phòng chống bất hợp pháp (反非法反违禁局).
- Cục Quản lý bản quyền (版权管理局).
- Cục Quản lý Xuất nhập khẩu (进出口管理局).
- Cục Điện ảnh Quốc gia Trung Quốc (电影局).
- Cục Thông tin dư luận (舆情信息局).
- Cục Cán bộ nghỉ hưu (离退休干部局).
- Văn phòng Triết học và Khoa học xã hội Toàn quốc (全国哲学社会科学工作办公室).
- Văn phòng Cải cách và Phát triển Văn hoác (文化体制改革和发展办公室).
- Cục Sự vụ nhân quyền (人权事务局).
- Cục Quản lý cơ quan (机关管理局).
- Đảng ủy cơ quan (机关党委).

#### Đơn vị thuộc quản lý
- Cục Xuất bản quốc tế Trung Quốc (中国外文出版发行事业局): đơn vị cấp phó bộ.

#### Đơn vị sự nghiệp trực thuộc
- Trung tâm Cơ quan phục vụ Bộ Tuyên truyền (中央宣传部机关服务中心).
- Trung tâm Nghiên cứu công cộng (中央宣传部宣传舆情研究中心).
- Nhà xuất bản Nhân dân (人民出版社).
- Viện nghiên cứu Xuất bản tân văn (中国新闻出版研究院).
- Trung tâm Bảo hộ bản quyền (中国版权保护中心).
- Thư viện phiên bản tiếng Trung (中国版本图书馆).
- Trung tâm Kiểm tra và giám sát sản phẩm xuất bản (出版产品质量监督检测中心).
- Văn phòng Quản lý quỹ xuất bản Quốc gia (国家出版基金规划管理办公室).
- Viện nghiên cứu Khoa học và công nghệ điện ảnh Trung Quốc (中国电影科学技术研究所).
- Sở Kiểm tra chất lượng và công nghệ điện ảnh (中央宣传部电影技术质量检测所).
- China Daily - Nhật báo Trung Quốc.
- Tạp chí Báo cáo thời sự (时事报告杂志社).
- Tạp chí Đảng kiến (党建杂志社).
- Học viện Cán bộ Tuyên truyền Toàn quốc (全国宣传干部学院).
- Trung tâm Trao đổi và phát triển Nhân quyền (中央宣传部人权发展和交流中心).
- Trung tâm Sản xuất điện ảnh (中央宣传部电影卫星频道节目制作中心).
- Văn phòng Ủy ban Quản lý quỹ điện ảnh Quốc gia (国家电影事业发展专项资金管理委员会办公室).
- Trung tâm Quản lý chương trình kỹ thuật số (中央宣传部电影数字节目管理中心).
- Trung tâm Quy hoạch kế hoạch kịch bản điện ảnh (中央宣传部电影剧本规划策划中心).
- Thư viện lưu trữ điện ảnh (中国电影资料馆).

## Thế hệ lãnh đạo Bộ Tuyên truyền
Ủy viên Ủy ban Trung ương Đảng Cộng sản Trung Quốc       Ủy viên Bộ Chính trị hay Lãnh đạo cấp Phó Quốc gia       Ủy viên Ban Thường vụ Bộ Chính trị hay Lãnh đạo cấp Quốc gia
| STT                                                    | Họ tên                                | Sinh                                  | Tộc/Giới                              | Quê quán                              | Nhiệm kỳ                              | Ghi chú                                                     | liên[liên kết hỏng] kết=              |
| Chủ nhiệm Cục Tuyên truyền Trung ương                  | Chủ nhiệm Cục Tuyên truyền Trung ương | Chủ nhiệm Cục Tuyên truyền Trung ương | Chủ nhiệm Cục Tuyên truyền Trung ương | Chủ nhiệm Cục Tuyên truyền Trung ương | Chủ nhiệm Cục Tuyên truyền Trung ương | Chủ nhiệm Cục Tuyên truyền Trung ương                       | Chủ nhiệm Cục Tuyên truyền Trung ương |
| ------------------------------------------------------ | ------------------------------------- | ------------------------------------- | ------------------------------------- | ------------------------------------- | ------------------------------------- | ----------------------------------------------------------- | ------------------------------------- |
| 1                                                      | Lý Đạt                                | 1890 - 1966                           | Hán/Nam                               | Hồ Nam                                | 08/1921 - 07/1922                     | Nhà Triết học, Giáo dục đời đầu                             |                                       |
| Bộ trưởng Bộ Tuyên truyền Trung ương                   |                                       |                                       |                                       |                                       |                                       |                                                             |                                       |
| 2                                                      | Thái Hòa Sâm                          | 1895 - 1931                           | Hán/Nam                               | Hồ Nam                                | 08/1922 - 06/1923                     | Thế hệ đầu                                                  |                                       |
| 3                                                      | La Chương Long                        | 1896 - 1995                           | Hán/Nam                               | Hồ Nam                                | 05/1924 - 01/1925                     | Thế hệ đầu                                                  |                                       |
| 4                                                      | Bành Thuật Chi                        | 1895 - 1983                           | Hán/Nam                               | Hồ Nam                                | 02/1925 - 03/1927                     | Thế hệ đầu                                                  |                                       |
| 5                                                      | Cù Thu Bạch                           | 1899 - 1935                           | Hán/Nam                               | Giang Tô                              | 04/1927                               | Tổng Bí thư thứ hai, hy sinh 1935                           |                                       |
| 2                                                      | Thái Hòa Sâm                          | 1895 - 1931                           | Hán/Nam                               | Hồ Nam                                | 05 - 07/1927                          | Thế hệ đầu                                                  |                                       |
| 5                                                      | Cù Thu Bạch                           | 1899 - 1935                           | Hán/Nam                               | Giang Tô                              | 08 - 10/1927                          | Tổng Bí thư thứ hai, hy sinh 1935                           |                                       |
| Cục trưởng Cục Tuyên truyền Trung ương                 |                                       |                                       |                                       |                                       |                                       |                                                             |                                       |
| 6                                                      | La Ỷ Viên                             | 1894 - 1931                           | Hán/Nam                               | Quảng Đông                            | 11/1927 - 06/1928                     |                                                             |                                       |
| 2                                                      | Thái Hòa Sâm                          | 1895 - 1931                           | Hán/Nam                               | Hồ Nam                                | 07 - 10/1928                          | Thế hệ đầu                                                  |                                       |
| Bộ trưởng Bộ Tuyên truyền Trung ương (đổi tên lần hai) |                                       |                                       |                                       |                                       |                                       |                                                             |                                       |
| 7                                                      | Lý Lập Tam                            | 1899 - 1967                           | Hán/Nam                               | Hồ Nam                                | 11/1928 - ?                           | Ủy viên thường vụ thế hệ đầu, qua đời bởi Cách mạng văn hóa |                                       |
| Bộ trưởng Bộ Cổ động tuyên truyền Trung ương           |                                       |                                       |                                       |                                       |                                       |                                                             |                                       |
| 7                                                      | Lý Lập Tam                            | 1899 - 1967                           | Hán/Nam                               | Hồ Nam                                | ? - 12/1930                           |                                                             |                                       |
| Bộ trưởng Bộ Tuyên truyền Trung ương (đổi tên lần ba)  |                                       |                                       |                                       |                                       |                                       |                                                             |                                       |
| 8                                                      | Thẩm Trạch Dân                        | 1900 - 1933                           | Hán/Nam                               | Chiết Giang                           | 01 - 04/1931                          | Qua đời vì bệnh tật                                         |                                       |
| 9                                                      | Trương Văn Thiên                      | 1900 - 1976                           | Hán/Nam                               | Giang Tô                              | 04/1931 - 12/1934                     | Tổng Bí thư thứ sáu                                         |                                       |
| 10                                                     | Ngô Lượng Bình                        | 1908 - 1986                           | Hán/Nam                               | Chiết Giang                           | 01/1935 - 07/1973                     |                                                             |                                       |
| 9                                                      | Trương Văn Thiên                      | 1900 - 1976                           | Hán/Nam                               | Giang Tô                              | 07/1937 - 12/1942                     | Tổng Bí thư thứ sáu                                         |                                       |
| 11                                                     | Khải Phong                            | 1906 - 1955                           | Hán/Nam                               | Giang Tây                             | 12/1942 - 01/1943                     | Quyền Bộ trưởng                                             |                                       |
| 12                                                     | Lục Định Nhất                         | 1906 - 1996                           | Hán/Nam                               | Giang Tô                              | 01/1943 - 12/1952                     |                                                             |                                       |
| 13                                                     | Tập Trọng Huân                        | 1913 - 2002                           | Hán/Nam                               | Thiểm Tây                             | 01/1953 - 06/1954                     |                                                             |                                       |
| 12                                                     | Lục Định Nhất                         | 1906 - 1996                           | Hán/Nam                               | Giang Tô                              | 07/1954 - 12/1966                     |                                                             |                                       |
| 14                                                     | Đào Chú                               | 1908 - 1969                           | Hán/Nam                               | Hồ Nam                                | 12/1966 - 1967                        |                                                             |                                       |
| Tổ trưởng Tổ Tổ chức tuyên truyền Trung ương           |                                       |                                       |                                       |                                       |                                       |                                                             |                                       |
| 15                                                     | Khang Sinh                            | 1898 - 1975                           | Hán/Nam                               | Sơn Đông                              | 11/1970 - 12/1975                     | Thường vụ Chính trị, Tứ Nhân Bang                           |                                       |
| Phụ trách Tuyên truyền Trung ương                      |                                       |                                       |                                       |                                       |                                       |                                                             |                                       |
| 16                                                     | Cảnh Biểu                             | 1909 - 2000                           | Hán/Nam                               | Hồ Nam                                | 10/1976 - 07/1977                     |                                                             |                                       |
| Bộ trưởng Bộ Tuyên truyền Trung ương (đổi tên lần tư)  |                                       |                                       |                                       |                                       |                                       |                                                             |                                       |
| 17                                                     | Trương Bình Hoa                       | 1908 - 2001                           | Hán/Nam                               | Hồ Nam                                | 07/1977 - 12/1978                     |                                                             |                                       |
| 18                                                     | Hồ Diệu Bang                          | 1915 - 1989                           | Hán/Nam                               | Hồ Nam                                | 12/1978 - 03/1980                     | Tổng Bí thư thứ mười                                        |                                       |
| 19                                                     | Vương Nhiệm Trọng                     | 1917 - 1992                           | Hán/Nam                               | Hà Bắc                                | 03/1980 - 04/1983                     |                                                             |                                       |
| 20                                                     | Đặng Lực Quần                         | 1915 - 2015                           | Hán/Nam                               | Hồ Nam                                | 04/1982 - 08/1985                     |                                                             |                                       |
| 21                                                     | Chu Hậu Trạch                         | 1931 - 2010                           | Hán/Nam                               | Quý Châu                              | 08/1985 - 02/1987                     |                                                             |                                       |
| 22                                                     | Vương Nhẫn Chi                        | 1933                                  | Hán/Nam                               | Giang Tô                              | 02/1987 - 12/1992                     |                                                             |                                       |
| 23                                                     | Đinh Quan Căn                         | 1929 - 2012                           | Hán/Nam                               | Giang Tô                              | 12/1992 - 10/2002                     |                                                             |                                       |
| 24                                                     | Lưu Vân Sơn                           | 1947                                  | Hán/Nam                               | Sơn Đông                              | 10/2002 - 11/2012                     | Thường vụ Chính trị khóa 18                                 |                                       |
| 25                                                     | Lưu Kỳ Bảo                            | 1953                                  | Hán/Nam                               | An Huy                                | 11/2012 - 10/2017                     |                                                             |                                       |
| 26                                                     | Hoàng Khôn Minh                       | 1956                                  | Hán/Nam                               | Phúc Kiến                             | 10/2017 - 10/2022                     |                                                             |                                       |
| 27                                                     | Lý Thư Lỗi                            | 1964                                  | Hán/Nam                               | Hà Nam                                | 10/2022 - nay                         |                                                             |                                       |